# Усть-Юдома
Усть-Ю́дома (якут. Уус Үдүмэ) — село в Усть-Майском улусе Якутии России. Входит в состав городского поселения посёлок Усть-Мая.

## География
Село расположено на востоке республики Саха (Якутия), на реке Мая, на расстоянии 183 км к югу от посёлка Усть-Мая, административного центра улуса.

## История
Согласно Закону Республики Саха (Якутия) от 30 ноября 2004 года N 173-З N 353-III село вошло в образованное муниципальное образование «городское поселение посёлок Усть-Мая».

## Население
| 2002 | 2010 | 2011 | 2012 | 2013 | 2014 | 2015 | 2016 | 2017 | 2018 | 2019 |
| ---- | ---- | ---- | ---- | ---- | ---- | ---- | ---- | ---- | ---- | ---- |
| 49   | ↘29  | →29  | ↘25  | ↘24  | →24  | ↘23  | →23  | ↗24  | ↘22  | ↗23  |
| 2020 | 2021 | 2023 |      |      |      |      |      |      |      |      |
| →23  | ↗24  | ↘23  |      |      |      |      |      |      |      |      |

Гендерный состав
По данным Всероссийской переписи населения 2010 года в гендерной структуре населения из 29 человек мужчин — 17, женщин — 12 (58,6 и 41,4 % соответственно).
Национальный состав
Согласно результатам переписи 2002 года, в национальной структуре населения эвенки составляли 70 % от общей численности населения в 49 чел..

## Экономика
Развито животноводство (мясо-молочное скотоводство, мясное табунное коневодство).

## Транспорт
Через село как связующее звено предлагается южный вариант прокладки Ленско-Камчатской железнодорожной магистрали, проекта дальневосточной железнодорожной магистрали.

## Известные уроженцы
- Филиппов, Анатолий Никитович (род. 1963) — советский боксёр. Мастер спорта СССР международного класса.